# 9e cérémonie des Boston Society of Film Critics Awards
La 9e cérémonie des Boston Society of Film Critics Awards, décernés par la Boston Society of Film Critics, a eu lieu en 1989, et a récompensé les films réalisés en 1988.

## Palmarès

### Meilleur film
- Duo à trois (Bull Durham)

### Meilleur réalisateur
- Stephen Frears pour Les Liaisons dangereuses (Dangerous Liaisons)

### Meilleur acteur
- Daniel Day-Lewis pour le rôle de Tomas dans L'Insoutenable Légèreté de l'être (The Unbearable Lightness of Being)

### Meilleure actrice
- Melanie Griffith pour le rôle de Tess McGill dans Working Girl

### Meilleur acteur dans un second rôle
- Dean Stockwell pour ses rôles dans Veuve mais pas trop (Married to the Mob) et Tucker: L'homme et son rêve (Tucker: The Man and His Dream)

### Meilleure actrice dans un second rôle
- Joan Cusack pour ses rôles dans Veuve mais pas trop (Married to the Mob), Un Anglais à New York (Stars and Bars) et Working Girl

### Meilleur scénario
- Duo à trois (Bull Durham) – Ron Shelton

### Meilleure photographie
- L'Insoutenable Légèreté de l'être (The Unbearable Lightness of Being) – Sven Nykvist

### Meilleur film en langue étrangère
- Salaam Bombay ! (सलाम बॉम्बे !) •  Inde

### Meilleur documentaire
- The Thin Blue Line

### Prix spécial - Directeur d'animation
- Qui veut la peau de Roger Rabbit ? (Who Framed Roger Rabbit) – Richard Williams